# Aston Martin DB6
Aston Martin DB6 — спортивний автомобіль класу гран-турізмо компанії Aston Martin, що виготовлявся з 1965 до 1970 року. Двигун і трансмісію фастбек DB6 отримав від DB5, але колісна база у нього довша, а дах вищий. Задні крила і кришка багажника утворювали хвостик-спойлер, покликаний додати машині стабільності на високих швидкостях. У списку опцій з'явилися кондиціонер і підсилювач керма, «автомат» встановлювався без доплати. Таких машин було зроблено 1325 — більше, ніж будь-яких інших в лінійках DB4/5/6.

## Двигуни
- 4,0 л DOHC І6 286/330 к.с.